# Greguería
Greguerías são textos breves similares a aforismos, que geralmente contêm uma só oração expressa somente em uma linha, e que evidenciam, de maneira original, pensamentos filosóficos, humorísticos, pragmáticos, líricos ou de qualquer outro caráter.  Considera-se um  gênero criado por Ramón Gómez de la Serna.

## Definição e antecedentes
Ramón Gómez de la Serna formulou a estrutura da greguería da seguinte maneira:
{\displaystyle humor+met{\acute {a}}fora\longmapsto greguer{\acute {\iota }}a}
Sendo esta uma sentença engenhosa e breve, que surge de um choque casual entre o pensamento e a realidade.
O próprio Gómez de la Serna, em seu prólogo de a Total de greguerías (1955), citou como antecedente da greguería a parte da obra de autores como Luciano de Samósata, Horácio, Shakespeare, Lope de Vega, Quevedo, Jules Renard, Saint-Pol Roux, George Santayana, entre outros.

A imagem na qual se baseia a greguería pode surgir de forma espontânea, mas a sua formulação linguística é muito elaborada, pois tem de recorrer à sintaxe.